# Fliegerstaffel 2

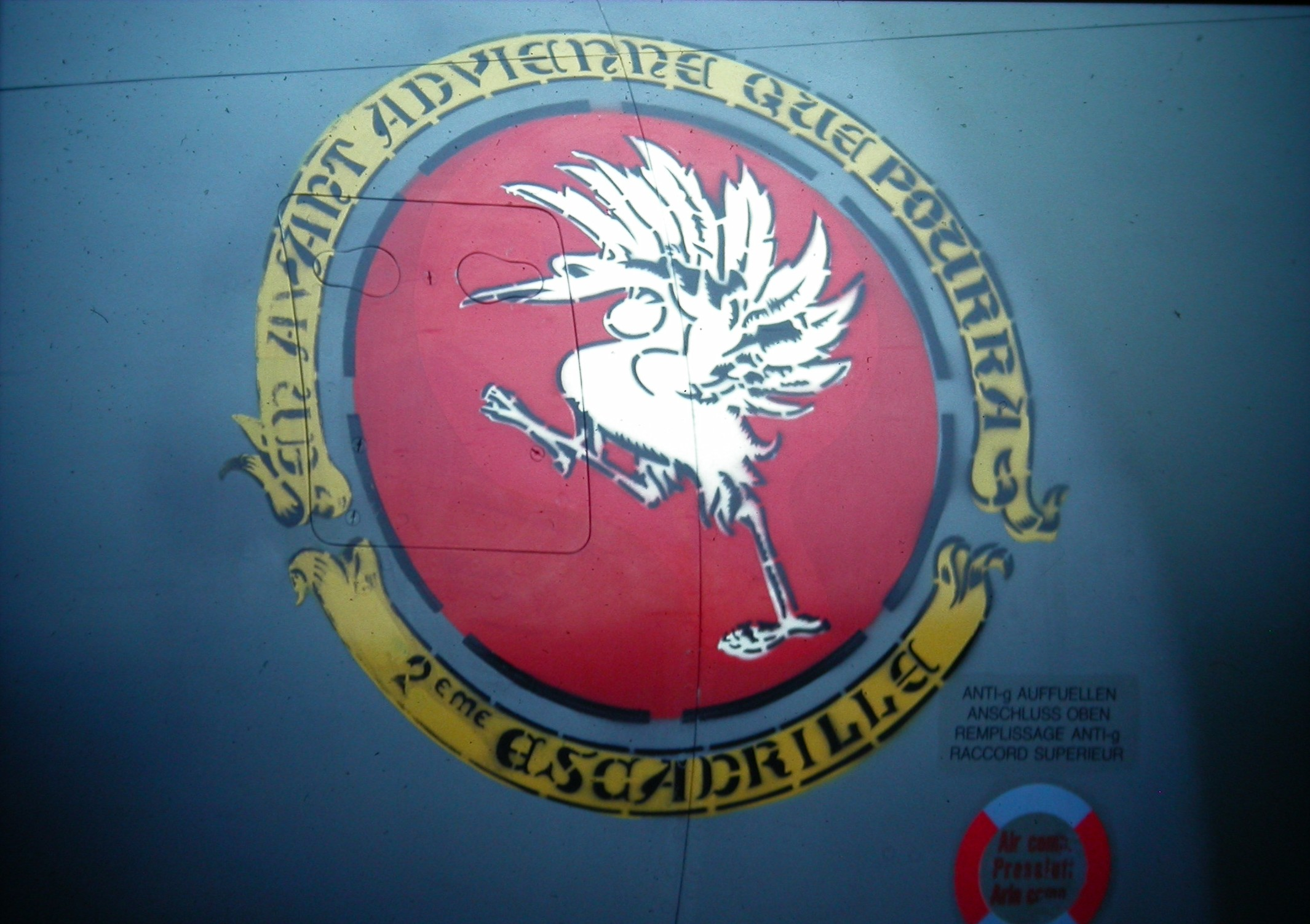
Staffelemblem neue Ausführung

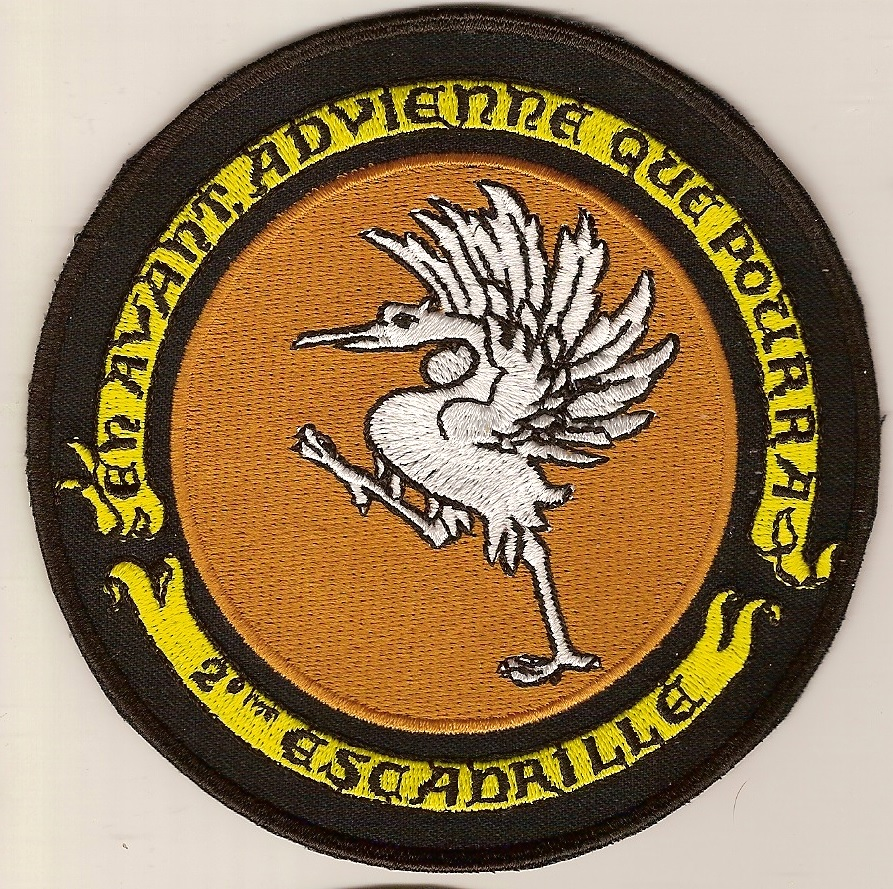
Staffelemblem alte Ausführung

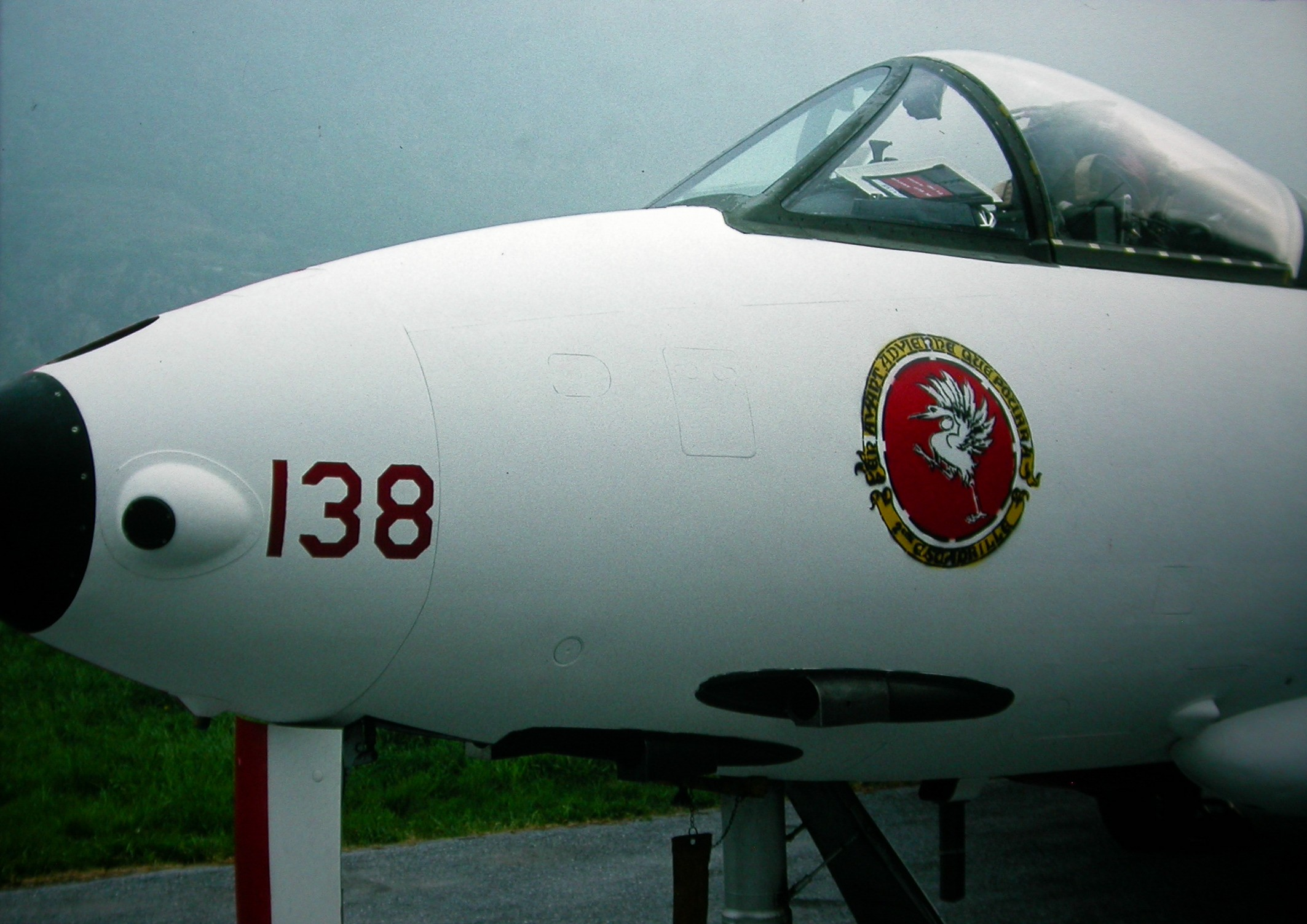
Neues Emblem auf einer Hawker Hunter

Die Fliegerstaffel 2 war eine zuletzt mit Hawker Hunter Kampfflugzeugen ausgerüstete Fliegerstaffel der Schweizer Luftwaffe mit Piloten aus der französischsprachigen Schweiz. Ihre Heimatbasis bei der Auflösung war der Militärflugplatz Turtmann. Die Fliegerstaffel 2 trug als Wappen die Seitenansicht eines weissen Greyerzer Vogel auf rotem Grund, umgeben von einer schwarzen Aufschrift auf weissem Grund mit dem Wortlaut „En Avant, Advienne Que Pourra. 2ème Escadrille.“

## Geschichte
Die Gründung erfolgte 1925 unter der Bezeichnung Fliegerkompanie 2 mit dem Flugzeugtyp Fokker CV. Während des Zweiten Weltkriegs war die Staffel in den Jahren 1939 und 1944 auf dem Militärflugplatz Riaz stationiert.
Im Jahr 1942 erfolgte die Umschulung auf C-3603. 
1945 wurde während einer Reorganisation das Fliegende Personal der Fliegerkompanie 2 in die neu geschaffene Fliegerstaffel 2 umgeteilt und setzte ab dann bis 1949 auch die Morane D-3801 ein. Das Motiv des alten Staffelabzeichen war identisch mit dem neuen Staffelabzeichen, jedoch befand sich der Greyerzer Vogel vor einem kupferfarbenen Hintergrund, der Aussenbereich war Schwarz statt weiss und die Schrift war auf einem gelben Band abgebildet.
Von 1949 bis 1951 benutzte die Fliegerstaffel 2 Jetflugzeuge des Typs De Havilland DH.100 Vampire, sowie ab 1955 bis 1982 die De Havilland DH.112 Venom vom Militärflugplatz Ulrichen aus. 
Im Jahr 1983, ebenfalls auf dem Militärflugplatz Ulrichen, wechselte die Fliegerstaffel 2 auf die Hawker Hunter. Die Fliegerstaffel 2 betrieb die Hunter bis zu ihrer Auflösung. In dieser Zeit verlegte die Fliegerstaffel 2 ihren Flugbetrieb mehrmals zum Flugzeugunterstand (HAS) U-20 auf dem Militärflugplatz Payerne. 
Im Jahr 1992 wurde der Militärflugplatz Turtmann, von wo aus der Flugbetrieb ab der Flugzeugkaverne erfolgte, die neue Heimatbasis der Fliegerstaffel 2. Während des letzten Dienstes im 1993 wurde der Hawker Hunter mit der Registrierung J-4138 als Reverenz an den Kanton Wallis auf der linken Seite mit weisser und auf der rechten Seite roter Farbe versehen. Da die Farbe nicht wasserbeständig war, durfte das Flugzeug aufgrund des Wetters nicht in jener Bemalung abheben. 
Mit der Ausmusterung der Hawker Hunter aus der Schweizer Luftwaffe wurde die Fliegerstaffel 2 im Jahr 1994 aufgelöst. 

## Flugzeuge

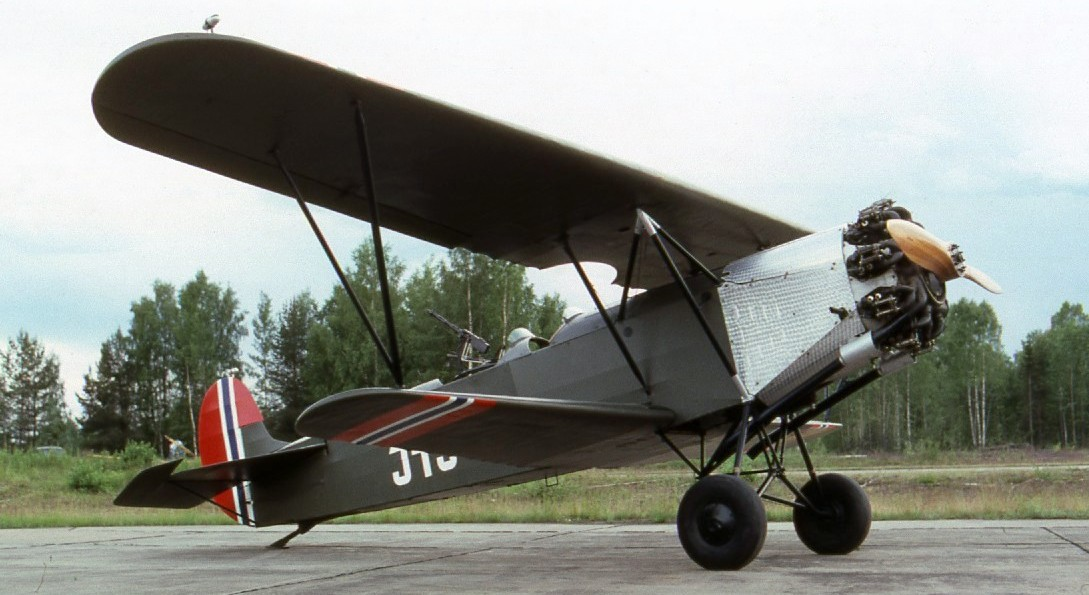
Fokker CV
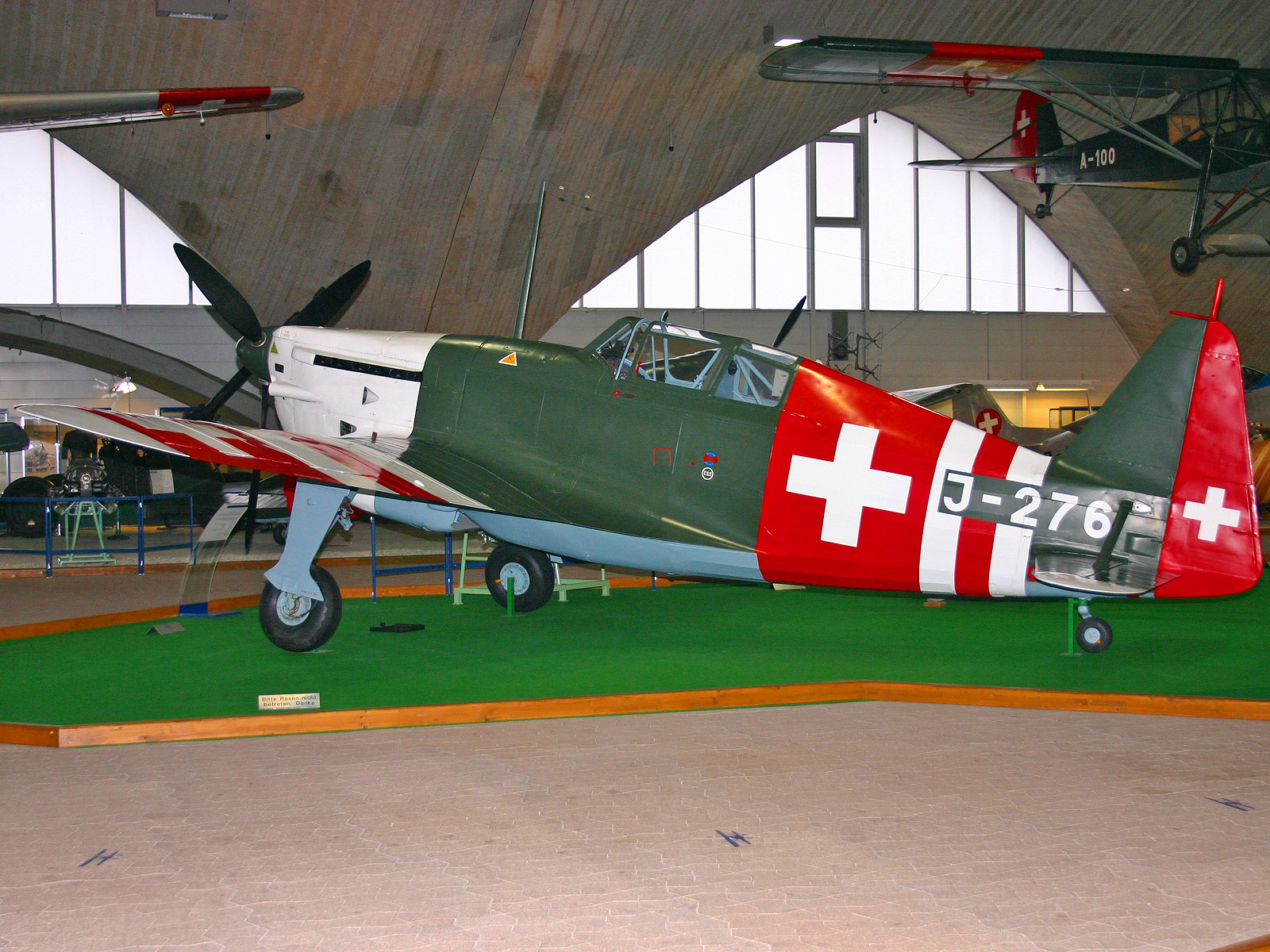
Morane D-3800
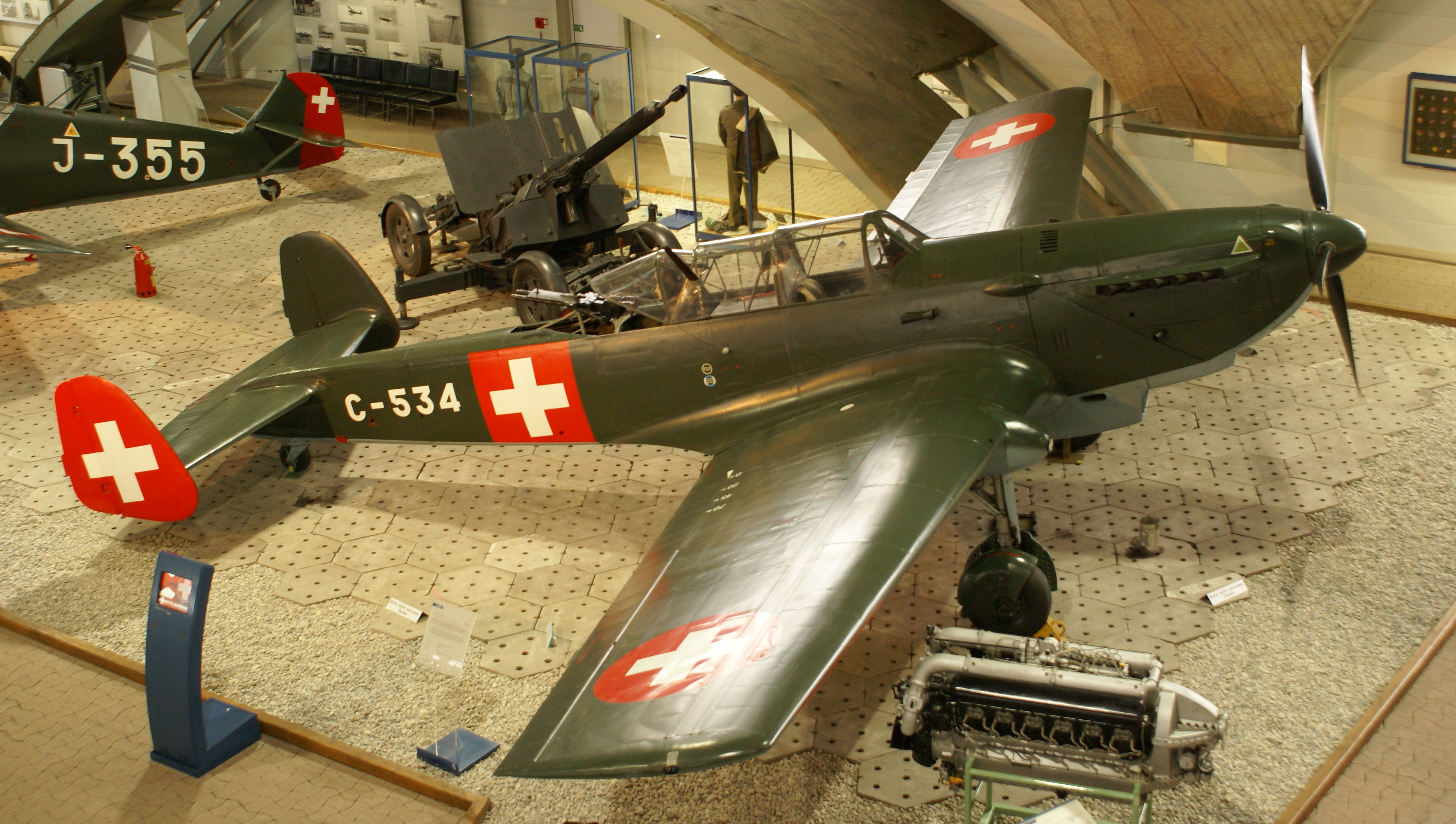
C-3603
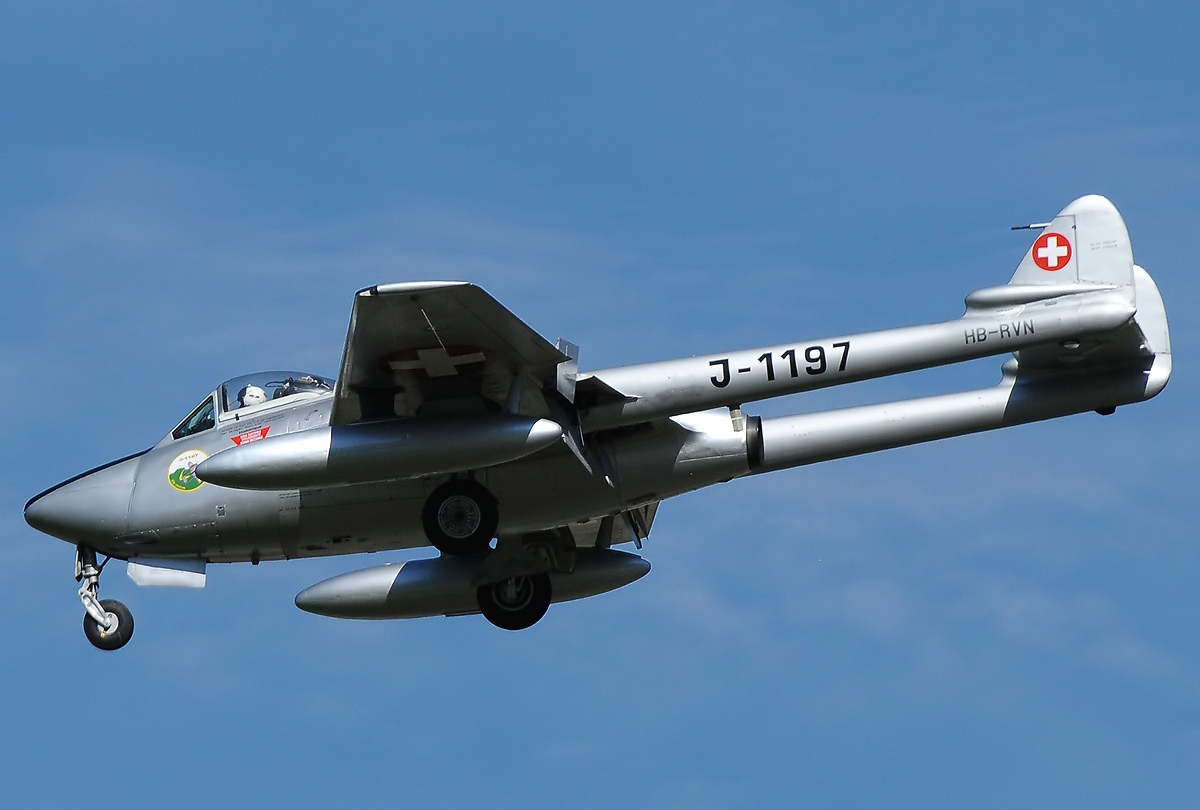
de Havilland DH.100 Vampire
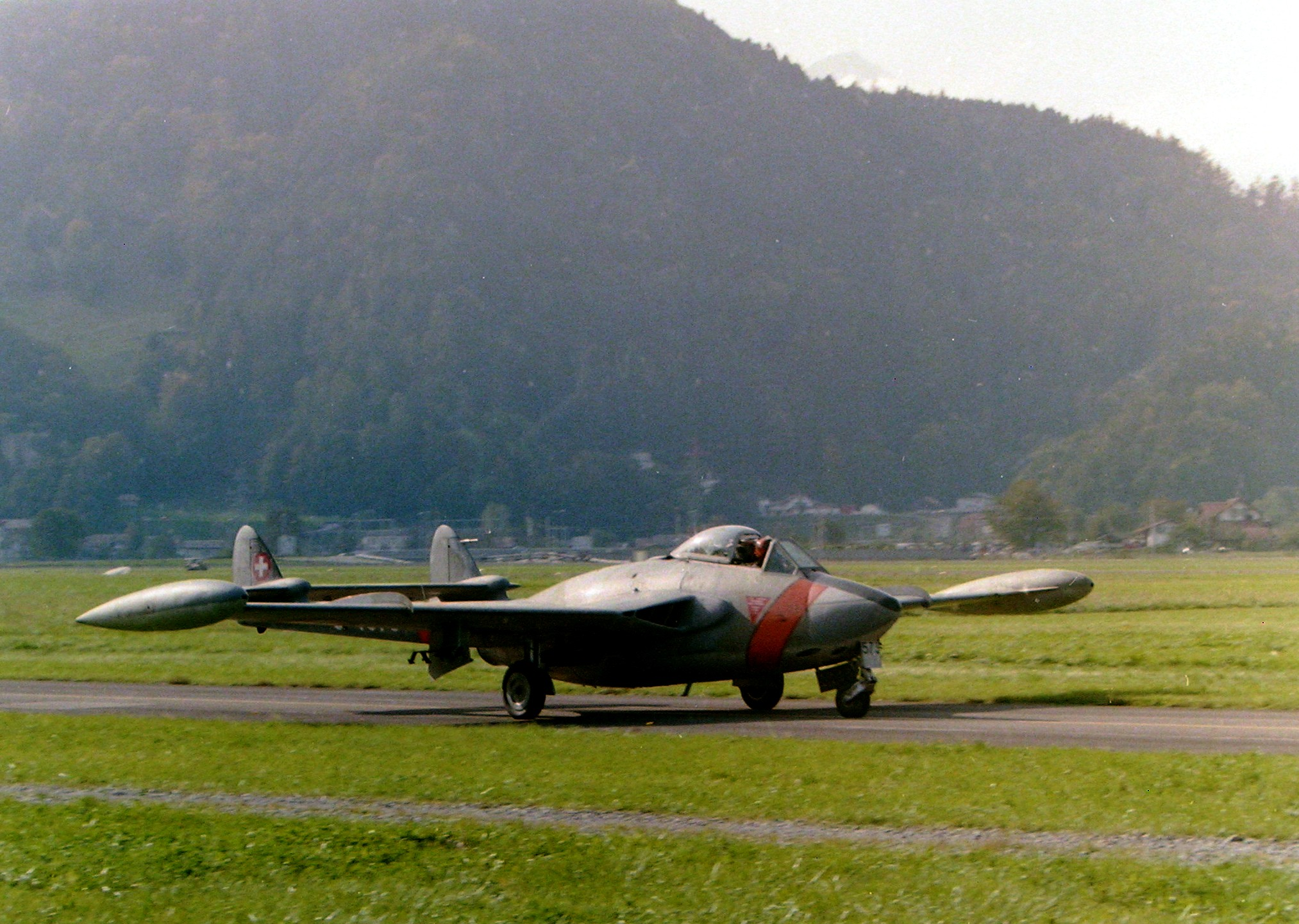
de Havilland DH.112 Venom
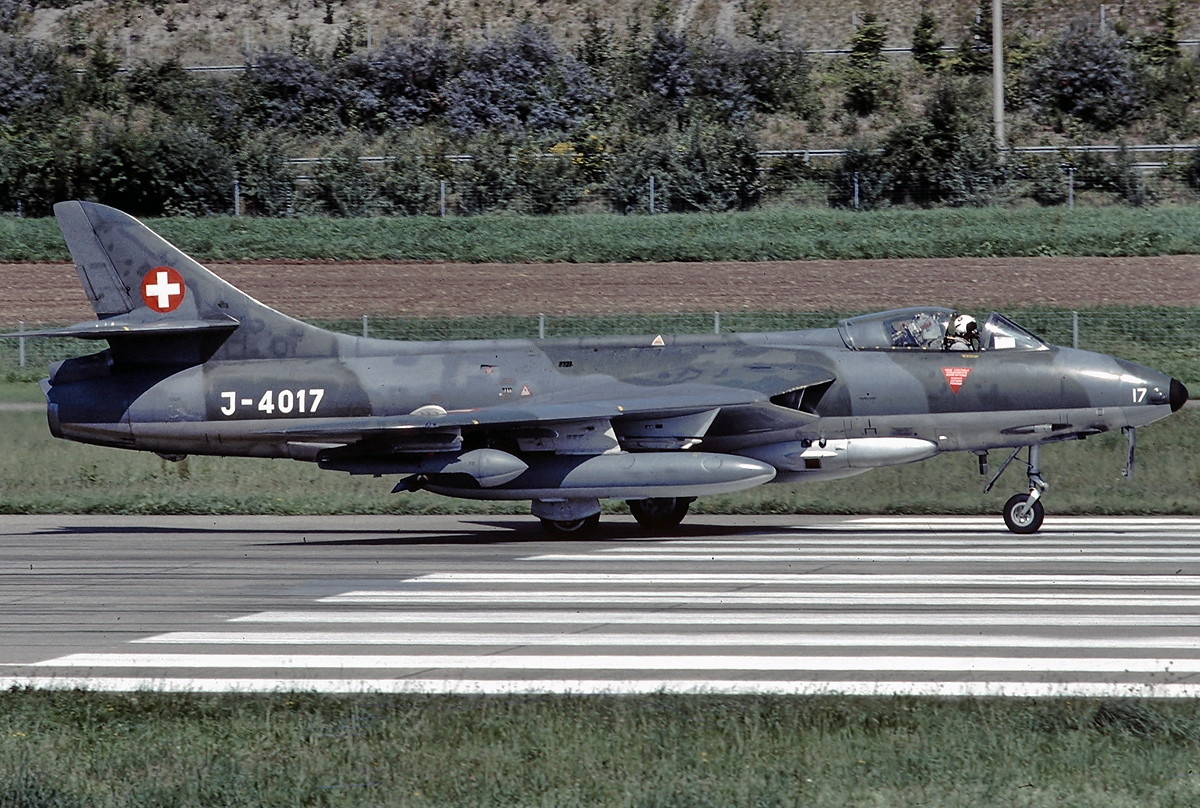
Hawker Hunter

## Belege
- Hermann Keist FlSt2
- Christophe Donnet: Hunter fascination. Schück, Adliswil 1995, ISBN 3-9520906-0-3.